# Урхулакар
Урхулакар (рос. Урхулакар) — село Акушинського району, Дагестану Росії. Входить до складу муніципального утворення Сільрада Кассагумахинська.
Населення — 86 (2010).

## Населення
За даними перепису населення 2002 року в селі мешкало 51 осіб. В тому числі 18 (35,29 %) чоловіків та 33 (64,71 %) жінок.
Переважна більшість мешканців — даргинці (100 % від усіх мешканців). У селі переважає сирхінсько-тантинська мова.